# Neohebestola apicalis
Neohebestola apicalis es una especie de escarabajo longicornio del género Neohebestola, tribu Forsteriini, subfamilia Lamiinae. Fue descrita científicamente por Fairmaire & Germain en 1859.

## Descripción
Mide 7 milímetros de longitud.

## Distribución
Se distribuye por Chile.